# British Home Championship 1980
De British Home Championship van 1980 was de 85e editie van de British Home Championship. Het toernooi werd gehouden van 16 mei tot en met 24 mei 1980. Noord-Ierland werd kampioen.

## Eindstand
| Team          | Gsp | W | G | V | DV | DT | DS | Ptn |
| ------------- | --- | - | - | - | -- | -- | -- | --- |
| Noord-Ierland | 3   | 2 | 1 | 0 | 3  | 1  | +2 | 5   |
| Engeland      | 3   | 1 | 1 | 1 | 4  | 5  | –1 | 3   |
| Wales         | 3   | 1 | 0 | 2 | 4  | 3  | +1 | 2   |
| Schotland     | 3   | 1 | 0 | 2 | 1  | 3  | –2 | 2   |

## Wedstrijden
|                                                  |                    |       |           |                                                                               |
| 16 mei 1980 «onderlinge duels» 19:00 uur (UTC+1) | Noord-Ierland      | 1 – 0 | Schotland | Windsor Park, Belfast Toeschouwers: 18.000 Scheidsrechter: Clive Thomas (WAL) |
| 16 mei 1980 «onderlinge duels» 19:00 uur (UTC+1) | Billy Hamilton 36' |       |           | Windsor Park, Belfast Toeschouwers: 18.000 Scheidsrechter: Clive Thomas (WAL) |

|                                                  |                                                                             |       |                  |                                                                                 |
| 17 mei 1980 «onderlinge duels» 15:00 uur (UTC+1) | Wales                                                                       | 4 – 1 | Engeland         | Racecourse Ground, Wrexham Toeschouwers: 24.386 Scheidsrechter: Ian Foote (SCO) |
| 17 mei 1980 «onderlinge duels» 15:00 uur (UTC+1) | Mickey Thomas 19' Ian Walsh 30' Leighton James 60' Phil Thompson 66' (e.d.) |       | 16' Paul Mariner | Racecourse Ground, Wrexham Toeschouwers: 24.386 Scheidsrechter: Ian Foote (SCO) |

|                                                  |                             |       |                    |                                                                              |
| 20 mei 1980 «onderlinge duels» 19:45 uur (UTC+1) | Engeland                    | 1 – 1 | Noord-Ierland      | Wembley Stadium, Londen Toeschouwers: 33.676 Scheidsrechter: Gwyn Owen (WAL) |
| 20 mei 1980 «onderlinge duels» 19:45 uur (UTC+1) | Noel Brotherston 81' (e.d.) |       | 83' Terry Cochrane | Wembley Stadium, Londen Toeschouwers: 33.676 Scheidsrechter: Gwyn Owen (WAL) |

|                                                  |                   |       |       |                                                                              |
| 21 mei 1980 «onderlinge duels» 20:00 uur (UTC+1) | Schotland         | 1 – 0 | Wales | Hampden Park, Glasgow Toeschouwers: 31.359 Scheidsrechter: Hugh Wilson (NIR) |
| 21 mei 1980 «onderlinge duels» 20:00 uur (UTC+1) | Willie Miller 26' |       |       | Hampden Park, Glasgow Toeschouwers: 31.359 Scheidsrechter: Hugh Wilson (NIR) |

|                                                  |       |                      |               |                                                                              |
| 23 mei 1980 «onderlinge duels» 19:30 uur (UTC+1) | Wales | 0 – 1                | Noord-Ierland | Ninian Park, Cardiff Toeschouwers: 12.913 Scheidsrechter: John Hunting (ENG) |
| 23 mei 1980 «onderlinge duels» 19:30 uur (UTC+1) |       | 22' Noel Brotherston |               | Ninian Park, Cardiff Toeschouwers: 12.913 Scheidsrechter: John Hunting (ENG) |

|                                                  |           |                                      |          |                                                                                  |
| 24 mei 1980 «onderlinge duels» 15:00 uur (UTC+1) | Schotland | 0 – 2                                | Engeland | Hampden Park, Glasgow Toeschouwers: 85.500 Scheidsrechter: António Garrido (POR) |
| 24 mei 1980 «onderlinge duels» 15:00 uur (UTC+1) |           | 8' Trevor Brooking 75' Steve Coppell |          | Hampden Park, Glasgow Toeschouwers: 85.500 Scheidsrechter: António Garrido (POR) |